# Sparagmia
Sparagmia là một chi bướm đêm thuộc họ Crambidae.